# جون فيليبس (مصور حربي)
جون فيليبس (بالفرنسية: John Phillips)‏ هو مصور فرنسي، ولد في 13 نوفمبر 1914، وتوفي في 22 أغسطس 1996.